# Inab
Inab (tiếng Ả Rập: اناب, còn được gọi là Nepa) là một ngôi làng ở miền bắc Syria, một phần hành chính của quận Afrin của Tỉnh Aleppo, nằm ở phía tây bắc Aleppo. Các địa phương lân cận bao gồm Jalbul, Aqiba và Deir Jamal ở phía nam, Karzahayel, Afrin và Ain Dara ở phía tây, Qatma ở phía bắc và Manaq, Kafr Kalbin và Kaljibrin ở phía đông. Theo Cục Thống kê Trung ương Syria (CBS), Inab có dân số 2.309 trong cuộc điều tra dân số năm 2004.
Trong các cuộc Thập tự chinh, vào năm 1149, Nur ad-Din Zangi, đã giành được chiến thắng quyết định trước quân đội Thập tự chinh Raymond of Antioch, và các đồng minh của Ali ibn-Wafa, trong Trận Inab bên ngoài thị trấn. Thị trấn cuối cùng đã nằm dưới sự kiểm soát của Quân đội Syria Tự do do Thổ Nhĩ Kỳ hậu thuẫn vào ngày 10 tháng 3 năm 2018.